# أناستازيا غريفيث
أناستازيا غريفيث (بالفرنسية: Anastasia Griffith) هي ممثلة فرنسية وبريطانية، ولدت في 23 مارس 1978 بباريس في فرنسا.

## أعمال

### أفلام
- (2004) ألفي[4]

### مسلسلات
- كان ياما كان

## وصلات خارجية
- أناستازيا غريفيث على موقع IMDb (الإنجليزية)
- أناستازيا غريفيث على موقع ألو سيني (الفرنسية)
- أناستازيا غريفيث على موقع أول موفي (الإنجليزية)
- أناستازيا غريفيث على موقع قاعدة بيانات الأفلام السويدية (السويدية)
- أناستازيا غريفيث على موقع إن إن دي بي (الإنجليزية)
- أناستازيا غريفيث على موقع قاعدة بيانات الفيلم (الإنجليزية)
- أناستازيا غريفيث على موقع كينوبويسك (الروسية)